# Tsidiiyazhi abini
Tsidiiyazhi abini (лат.) — вымерший вид птиц, который учёные относят к семейству сандколеид отряда птиц-мышей. Обнаруженные в Нью-Мехико фоссилии возрастом около 62,5 млн лет являются самыми древними остатками представителей отряда птиц-мышей и одними из древнейших остатков представителей класса птиц. Эти обитающие на деревьях птицы, как и современные птицы-мыши, обладали очень подвижным четвёртым пальцем. Благодаря этому виду птиц учёные смогли лучше составить картину эволюции класса птиц после случившегося около 66 млн лет назад мел-палеогенового вымирания, в ходе которого исчезли динозавры.
Учёные относят вид к монотипическому роду Tsidiiyazhi.

## Обнаружение
Остатки были обнаружены в илистом пласту формации Накимиенто общей площадью около 5 м² толщиной менее 10 см. Пласт расположен в округе Сандовал штата Нью-Мехико в США, его абсолютный геохронологический возраст составляет 62,221—62,517 млн лет. Этому же пласту принадлежат остатки Mixodectes pungens, Torrejonia wilsoni, Acmeodon secans. Все кости голотипа были расположены компактно на участке 25 × 25 см.

## Описание
Голотип представлен частичным скелетом птицы, который включает правую часть подклювья, два грудных позвонка, пигостиль, частичные левый и правый коракоидные отростки, краниальные отделы обеих лопаток, проксимальный и дистальный отделы обеих плечевых костей, проксимальный конец левой лучевой кости, дистальный конец правой локтевой кости, разгибательный отросток (лат. processus extensorius) правой пряжки, проксимальный конец правой бедренной кости, головка и стержень левой бедренной кости, дистальный конец правого тибиотарзуса, проксимальный и дистальный концы левой цевки и фаланги пальцев стопы.
Размеры Tsidiiyazhi abini почти идентичны размерам современной бурокрылой птицы-мыши (Colius striatus), масса которой составляет около 50 г.
Ископаемая птица-мышь обладала очень подвижным четвёртым пальцем, способным поворачиваться вперёд и назад и позволявшим ей лазить по деревьям или цепляться за ветки. По мнению Ксепки с соавторами, Tsidiiyazhi abini были хорошо приспособлены к жизни на деревьях. Вместе с тем, такая специализация Tsidiiyazhi abini, как и некоторых других ископаемых видов, обитающих преимущественно на деревьях, по-видимому, развивалась независимо друг от друга.

## Систематика
Tsidiiyazhi abini был описан Даниэлем Ксепкой (Daniel T. Ksepka), Томасом Стидэмом (Thomas A. Stidham) и Томасом Уильямсоном (Thomas E. Williamson) в 2017 году. Название птицы использует слова языка народа навахо, на землях которого были обнаружены остатки и дословно переводится как «маленькая утренняя птичка». Родовое название в переводе с языка навахо означает «маленькая птичка» («tsidii» — «птица», «yazhi» — «маленькая»), видовое название «abini» означает «утро» и символизирует ранний палеоцен, к которому относят ископаемые остатки.
Tsidiiyazhi abini в составе монотипического рода Tsidiiyazhi был отнесён его авторами к ископаемому семейству сандколеид (Sandcoleidae) отряда птиц-мышей (Coliiformes) (некоторые учёные выделяют сандколеид в отдельный отряд Sandcoleiformes). Такое положение обусловлено следующими факторами: в теле грудного позвонка присутствует большая яйцевидная ямка; у ямки fossa pneumotricipitalis плечевой кости отсутствуют пневматические отверстия; вентральный надмыщелковый бугорок плечевой кости расширен и образует крупную треугольную площадку размерами с собственно вентральный мыщелок; от латерального края плюсневого блока четвёртого пальца отходит крыловидная подошвенная фаланга. От остальных представителей отряда данный вид отличается наличием бугорка на медиальной поверхности краниального конца лопатки; сильно развитым треугольным выступом на вершине коракоида; медиальным смещением дистального выхода разгибательного канала тибиотарзуса; дугообразным расположением плюсневых блоков.
Ксепка с соавторами отметили, что проксимальная фаланга четвёртого пальца по-видимому была сильно сокращена. Помимо птиц-мышей, такая особенность присутствует у попугаеобразных (Psittaciformes), совообразных (Strigiformes), соколообразных (Falconiformes) и ястребообразных (Accipitriformes). Таким образом, учёные полагают, что возможно альтернативное расположение таксона в качестве сестринского всему отряду птиц-мышей.

## Эволюция
Tsidiiyazhi abini является самым древним представителем отряда птиц-мышей и одним из древнейших представителей класса птиц. Остатки этого вида могут помочь учёным составить картину эволюции класса после мел-палеогенового вымирания, случившегося около 66 млн лет назад. Найденные остатки млекопитающих и лягушек этого периода говорят о том, что им удалось быстро распространиться и занять свободные ниши после вымирания динозавров. Вместе с тем, об эволюции птиц, ввиду почти полного отсутствия ископаемых остатков этого возраста, известно крайне мало.
Многие ранние остатки клады Neoaves известны с формаций Грин-Ривер в Вайоминге и Мессель в Германии и относятся к раннему эоцену. Более ранние остатки птиц крайне редки и в основном представлены архаичными формами позднего мела, которые не относятся к краун-группе класса птиц. В Северной Америке эти архаичные формы включают энанциорнисовых птиц (Enantiornithes), гесперорнисообразных (Hesperornithes), и птицехвостых (Ornithurae). Единственные ранее известные остатки краун-группы птиц этого возраста — вегавис (Vegavis iaai) первоначально отнесённые к отряду гусеобразных (Anseriformes). Остальные остатки не могут быть с твёрдой уверенностью включены в краун-группу класса птиц. Ещё меньше известно остатков птиц раннего палеоцена, которые в основном относятся к водным птицам и могут быть расположены за пределами краун-группы класса птиц.
Обнаружение остатков Tsidiiyazhi abini позволило учёным сопоставить геохронологическую шкалу с молекулярными исследованиями и обозначить конкретные промежутки времени, когда произошло разделение некоторых групп птиц. В частности, Ксепка с соавторами показали, что отделение птиц-мышей, сов и хищных птиц произошло непосредственно после массового вымирания, в течение 3,5 млн лет. Палеобиолог Хелена Джеймс (Helen James) из Смитсоновского института в Вашингтоне говорит о взрывном характере эволюции современных птиц. Кроме того, по мнению немецкого палеонтолога Гералда Майра, который занимался исследованием другого ископаемого вида — пингвина Waimanu manneringi из Новой Зеландии возрастом 60,5 млн лет, — остатки ископаемой птицы-мыши существенно сдвинули назад промежуток времени, когда птицы переселились на деревья.
Отнесение таких ранних остатков к стем-группе птиц-мышей позволяет говорить о том, что собственно отряд отделился от основной группы не позднее этого срока, а также о том, что все другие эволюционные изменения Neoaves, которые согласно молекулярным исследованиям произошли ранее этого разделения, также случились не позднее 62,5 млн лет назад. Кроме того, обнаруженные на территории США остатки Tsidiiyazhi abini отряда птиц-мышей, современные представители которого обитают в Африке к югу от Сахары, позволяют построить более полную биогеографическую картину распространения птиц.
По мнению палеонтолога университета Огайо Ларри Уитмера (Larry Witmer) «Эта находка может быть лучшим примером того, как непримечательные остатки непримечательного вида могут иметь очень примечательные последствия» («This find may well be the best example of how an unremarkable fossil of an unremarkable species can have enormously remarkable implications»).